# ポール・コゾフ
ポール・コゾフ（Paul Kossoff、1950年9月14日 - 1976年3月19日）は、イギリス･ロンドン出身のロック・ギタリストである。
イギリスのブルースロック、ハードロック・バンドのフリーのギタリストとして知られ、1969年にフリーのメンバーとしてデビューした。「ローリング・ストーンの選ぶ歴史上最も偉大な100人のギタリスト」において2003年は第51位、2011年の改訂版では削除された。

## 来歴
父親はイギリスで俳優として活動したデヴィッド・コゾフ。裕福な家庭で育った。
父のつてでエンターテイメントの世界に触れるうちにギターを興味を持ち、レッスンを受けたり、楽器店に就職するなどして腕を磨いた。16歳の時にブルース・バンドのブラック・キャット・ボーンズに加入。ここでの演奏をピーター・グリーンに認められ、ブリティッシュ・ブルースシーンでの存在感を高めた。
ポール・ロジャースと知り合ったことをきっかけに、ブラック・キャット・ボーンズを脱退してフリーを結成。「オール・ライト・ナウ」(1970年）などのヒット曲を発表するが、1972年に脱退。
1973年からはバック・ストリート・クローラーとして活動。ソロでもコゾフ名義でアルバムを出している。ドラッグ癖が原因で幾度も生死の境を彷徨うが、1976年3月19日、バック・ストリート・クローラーの米国ツアー中、移動で利用した飛行機の機内で肺塞栓症により夭逝した。
奏法は、ブルースロックを基調としたギターが特徴である。フリーの楽曲「タイム・アウェイ」では約5分間、泣きのギター演奏を確認できる。

## 使用楽器
ギブソン・レスポール
フリー期にはナチュラル色、サンバースト色、レモン色 (トラ目) の使用が確認できる。
- ナチュラル色の個体は、1970年開催の「ワイト島フェスティバル」や「ビート・クラブ」(テレビ) で使用が見られる。
- サンバースト色の個体は、1970年の「グラナダ・テレビ」で使用が見られる。
- レモン色の個体は、映像として確認できないがアルバム『フリー・ライブ!』などで使用したとされる。(現在の所有者が明らかとなっている)

フェンダー・ストラトキャスター
アルバム『バック・ストリート・クロウラー』のジャケットに写っている白いストラトキャスターはコゾフの死後、アイアン・メイデンのギタリストであるデイヴ・マーレイが所有することになった。(このギターを再現した「デイヴ・マーレイ・シグネチャー・モデル」が2009年、フェンダーより発売された)

## ディスコグラフィ

### ソロ・アルバム
- 『バック・ストリート・クロウラー』 - Back Street Crawler (1973年)
- 『彷徨える魂』 - Koss (1977年) ※コンピレーション
- 『LIVE AT CROYDON FAIRFIELD HALLS』 - Live at Croydon Fairfield Halls 15/6/75 (1983年) ※ライブ
- 『ブルー・ソウル』 - Blue Soul (1986年) ※コンピレーション

### バック・ストリート・クローラー
- 『バンド・プレイズ・オン』 - The Band Plays On (1975年)
- 『2番街の悲劇』 - 2nd Street (1976年)

### フリー
- 『トンズ・オブ・ソブス』 - Tons Of Sobs (1968年)
- 『フリー』 - Free (1969年)
- 『ファイアー・アンド・ウォーター』 - Fire And Water (1970年)
- 『ハイウェイ』 - Highway (1970年)
- 『フリー・ライヴ』 - Free Live! (1971年)
- 『フリー・アット・ラスト』 - Free At Last (1972年)
- 『ハートブレイカー』 - Heartbreaker (1973年)

### ポール・コゾフ、サイモン・カーク、テツ・ヤマウチ、ジョン・ラビット・バンドリック
- 『コゾフ／カーク／テツ／ラビット』 - Kossoff Kirke Tetsu Rabbit (1972年)

## 関連書籍
- 『フリー&バッド・カンパニー大全』（2020年 シンコーミュージック・エンタテイメント ISBN 978-4-401-64982-2）
- 『ALL RIGHT NOW 魂のギター　フリーと生きたポール・コゾフのすべて』（2023）葛葉哲哉 訳、DU BOOKS